# Neven Mimica
Neven Mimica (* 12. října 1953 Split Jugoslávie) je chorvatský politik a diplomat, od listopadu 2014 eurokomisař pro mezinárodní spolupráci a rozvoj v Junckerově komisi.

## Kariéra
V letech 2001 až 2003 zastával post chorvatského ministra pro integraci do Evropské unie ve vládě Ivici Račana.
Od prosince 2011 do srpna 2013 působil jako vicepremiér zodpovědný za oblast vnitřní, zahraniční a evropské politiky ve vládě Zorana Milanoviće.
Mezi červencem 2013 až listopadem 2014 působil v roli evropského komisaře pro ochranu spotřebitele ve druhé Barrosově komisi.